# Улахан-Кюёль (Верхоянский район)
Улаха́н-Кюёль (якут. Улахан Күөл) — село в Верхоянском улусе Республики Саха (Якутия) России. Административный центр Табалахского наслега.

## География
Село находится в северной части Якутии, на северном берегу озера Улахан-Кюёль, к востоку от реки Табалаах (приток реки Туостах), на расстоянии примерно 77 км (по прямой) к востоку-юго-востоку (ESE) от посёлка Батагай, административного центра улуса. Абсолютная высота — 193 м над уровнем моря.
Климат
Климат характеризуется как резко континентальный, с продолжительной морозной малоснежной зимой и коротким прохладным летом. Средняя температура воздуха самого тёплого месяца (июля) составляет 16-17 °C; самого холодного (января) — −38 − −48 °C. Среднегодовое количество атмосферных осадков составляет 150—300 мм. Снежный покров держится в течение 215—235 дней в году.
Часовой пояс
Село Улахан-Кюёль находится в часовой зоне МСК+7. Смещение применяемого времени относительно UTC составляет +10:00.

## Население
| 2002 | 2010  | 2021 |
| ---- | ----- | ---- |
| 1017 | →1017 | ↘776 |

Половой состав
По данным Всероссийской переписи населения 2010 года в гендерной структуре населения мужчины составляли 49,2 %, женщины — соответственно 50,8 %.
Национальный состав
Согласно результатам переписи 2002 года, в национальной структуре населения якуты составляли 93 % из 1017 чел

## Улицы
| - ул. Берёзовая, - ул. Г.И. Семёнова, - ул. Дорожная, - ул. З.С.Шалагина, - ул. Келюя, | - ул. Кирпичная, - ул. Лесная, - ул. М.В. Потаповой, - ул. М.Н. Гороховой, - ул. Озёрная, | - ул. Парковая, - ул. Портовская, - ул. Тарбачыар, - ул. Школьная. |